# اوگو فریجریو
اوگو فریجریو (به ایتالیایی: Ugo Frigerio) ورزشکار مرد رشتهٔ دو و میدانی اهل ایتالیا است. وی در بین سال‌های ‎ ۱۹۲۰ تا ۱۹۳۲ میلادی در مسابقات بازی‌های المپیک تابستانی در مجموع ۴ مدال، شامل ۳ مدال طلا و ۱ برنز را کسب کرد.